# Đavolji raj – ono ljeto bijelih ruža (1989.)
Đavolji raj – Ljeto bijelih ruža, hrvatski dugometražni film iz 1989. godine.